# Peter Deakin (Fußballspieler)
Peter Deakin (* 25. März 1938 in Normanton) ist ein ehemaliger englischer Fußballspieler.

## Sportlicher Werdegang
Deakin entstammt der Jugend von Bolton Wanderers, wo er in der Spielzeit 1957/58 im Erwachsenenbereich debütierte. In der First Division konnte der Stürmer sich jedoch nicht dauerhaft durchsetzen, bis 1964 bestritt er 63 Erstligaspiele und erzielte dabei 13 Tore. Anschließend schloss er sich dem Drittligisten Peterborough United an, wo er als Stammspieler reüssierte. 1966 wechselte er zu Bradford Park Avenue, kehrte aber nach einem Jahr wieder zurück. 1968 schloss er sich dem FC Brentford an, ehe er beim in der Southern Football League antretenden Nuneaton Borough im Non-League football seine Karriere ausklingen ließ.
Später war Deakin in der Jugendarbeit erneut für Peterborough United tätig.